# Foc Nou: literatura
Foc Nou va ser una revista literària que va sortir a Reus els anys 1910 i 1911. Portava per subtítol: literatura, que indicava clarament les seves intencions.

## Història
La publicació va ser el darrer reducte del modernisme reusenc, que havia començat a caminar el 1897 amb el Grup modernista de Reus, comandat per Josep Aladern. El seu primer número, sortit el 4 de juny de 1910, tenia com a adreça de la redacció i administració el Centre de Lectura, entitat cultural a la qual la major part de redactors hi estaven vinculats. Però al número 2 la redacció va passar al raval de sant Pere i més endavant al raval de santa Anna, desvinculant-se de l'entitat quasi des del primer moment. El Centre de Lectura passava un període de crisi econòmica i no tots els redactors tenien bona sintonia amb l'entitat. A més la societat ja publicava la seva pròpia revista, Athenaeum.
Va començar amb esperit de lluita, i a l'editorial del primer número diu: "Salutació […] a tothom que senti ànsies de renovació, a tothom que lluiti per nobles ideals, a totes les víctimes d'aquesta època plena de vulgaritats […] aquest es el comensament d'una campanya honradíssima en pro de la dignificació de tots els homes".
Publicava escrits sobre literatura i crítica de llibres, poemes, articles sobre llengua catalana on feia propostes gramaticals i sintàctiques, crítiques teatrals (a càrrec de Francesc Recasens), articles divulgatius sobre l'esperanto (Enric Aguadé i Josep Sans) i a favor del feminisme amb una secció que es deia "Pàgines feministes", crítiques i cròniques d'art i en general cròniques culturals de les entitats reusenques. Tenia una secció que es deia "Del Centro de Lectura".
Publicava fulletons: Maria-Agna: quadro dramàtic, de Francesc Recasens, Somni de primavera, un poemari de Plàcid Vidal, i Brossa, una peça teatral de Pere Cavallé. Per l'abril del 1911, van publicar un monogràfic en homenatge a Antoni Isern, membre del Grup Modernista que s'havia suïcidat uns anys abans.

## Aspectes tècnics
Era una publicació quinzenal, sortia el primer i tercer dissabte de cada mes. La subscripció per un mes era de 20 cèntims, i 75 cèntims el trimestre. Un número solt valia 10 cèntims. Tenia una capçalera mixta i normalment 8 pàgines i un format de 30 cm. A partir del febrer de 1911, al número 16, el subtítol va ser: periòdic literari, i sortia el segon i quart dimecres de cada mes. Va canviar la capçalera, que va ser tipogràfica fins al final de la publicació.

## Col·laboradors
Bona part de la joventut reusenca que se significava intel·lectualment va escriure a la revista com a redactor o com a col·laborador. Trobem Pere Balagué, Marcial Badia, Antoni Martí Bages, Josep Borràs, Josep Carbonell Alsina, Pere Cavallé, Jaume Cabré, Pere Calero, Francesc Cubells i Florentí, Joan Ferraté, Xavier Gambús, Joan Loperena, Francesc Magriñà, Josep Martorell, Josep Recasens, Eduard Recasens, Francesc Recasens, Miquel Tost, Ricard Ballester, i altres. Ocasionalment hi trobem les signatures d'Ignasi Iglésias, Carles Rahola, Joan Puig i Ferreter i Adrià Gual.

## Localització
- Una col·lecció completa a la Biblioteca Central Xavier Amorós de Reus.[2]
- Una Col·lecció a la Biblioteca del Centre de Lectura de Reus.[3]